# Tortricosia excisa
Tortricosia excisa är en fjärilsart som beskrevs av George Francis Hampson 1900. Tortricosia excisa ingår i släktet Tortricosia och familjen björnspinnare. Inga underarter finns listade i Catalogue of Life.